# Slovenské Pravno
Slovenské Pravno je obec na Slovensku v okrese Turčianske Teplice. Žije v něm 878 obyvatel.

## Historie
První písemná zmínka o vesnici pochází z roku 1113.

## Přírodní poměry
Obec se nachází v nadmořské výšce 505 metrů a rozkládá se na ploše 17,16 km². Do správního území obce zasahuje část chráněného areálu Ivančinské močiare.

## Pamětihodnosti
- Rokokový klášter z roku 1754
- Římskokatolický gotický kostel Všech svatých z 13. století, přestavěný v roce 1789

## Osobnosti
- Eliáš Lányi, církevní hodnostář, učitel, básník a spisovatel